# Melhor amigo do homem

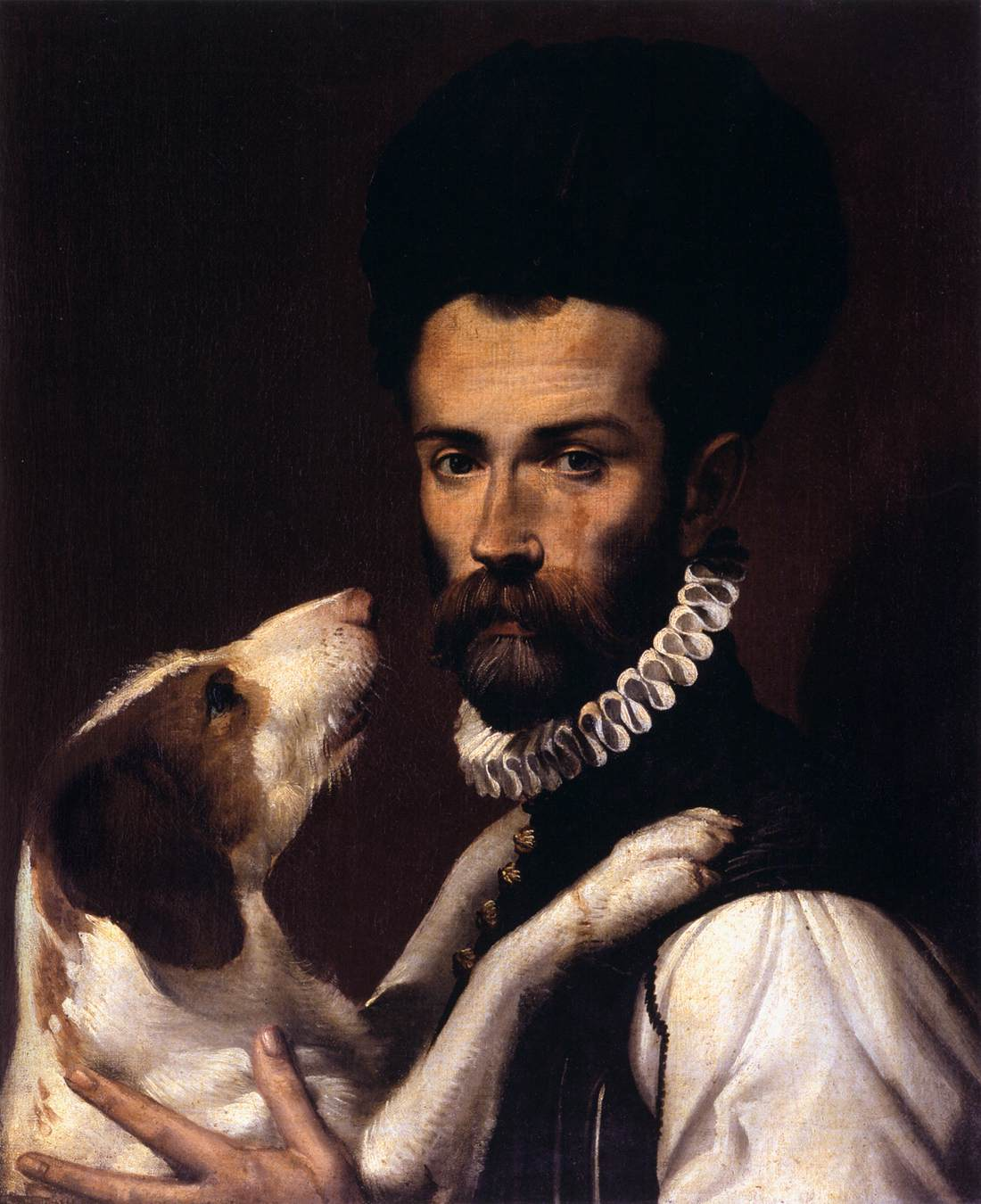
O cão é frequentemente chamado de melhor amigo do homem.

Melhor amigo do homem é um termo comum usado para descrever os cães domésticos, referindo-se à sua história milenar de relações íntimas, lealdade, amizade e companheirismo com humanos. O primeiro uso registrado de um termo parecido foi feito por Frederico, o Grande, da Prússia. Provavelmente foi popularizado por seu uso em um poema de Ogden Nash e desde então se tornou um coloquialismo comum.[carece de fontes?]
Antes do século XIX, as raças de cães (exceto as pequenas) serviam para propósitos funcionais. Eles realizavam atividades como caça, rastreamento, vigilância, proteção e guarda; e a linguagem que descreve o cão frequentemente reflete esses papéis. De acordo com o Oxford English Dictionary, "Nos provérbios e frases mais antigos, os cães raramente são descritos como fiéis ou como o melhor amigo do homem, mas como cruéis, vorazes ou vigilantes". A partir do século XVIII, multiplicando-se no século XIX e florescendo no século XX, a linguagem e as atitudes em relação aos cães começaram a mudar. Possivelmente, essa mudança social pode ser atribuída à descoberta da vacina contra a raiva em 1869.

## A Odisseia
Na Odisseia de Homero (Século VIII a.C), após o retorno de Odisseu, seu amado cão Argos é o único indivíduo a reconhecê-lo. Odisseu pergunta anonimamente a seu velho amigo:
"Eumeu! Que estranho cão é esse na estrumeira! Que belas linhas!
Mas já nao posso saber se era tão rápido na corrida quanto parece belo.
Ou talvez não passasse de um desses cães ao pé da mesa, de quem os reis
se ocupam nada mais que para exibi-los?"
E tu, porqueiro Eumeu, assim lhe respondeste:
"É o cão daquele chefe que morreu longe de nós. Se o tivesses visto,
em plena força, no dia em que Odisseu, partindo para Troia, o abandonou,
bem louvarias seu vigor e rapidez! Jamais, nas profundezas da floresta,
nenhum bicho feroz lhe escapou, tão depressa o visse. Que grande farejador!
Mas hoje é presa da decadência; e o real dono pereceu alhures, longe da pátria.
As mulheres já não cuidam natais dele; são negligentes, pois servidores,
logo que os patrões não mais exercem sua autoridade, também não querem
trabalhar com zelo. É que Zeus, de voz tronitroante, reduz à metade o mérito
do homem sobre quem se abate o dia da servidão."
Assim falando penetrou nos aposentos senhoriais e, indo diretamente
ao salão, aí encontrou os pretendentes. Já então Argos recebera a negra morte,
cumprindo seu destino logo após rever Odisseu, vinte anos depois que ele partira." 

## Mahabharata
Perto do final do Mahabharata, os Pandavas, tendo desistido de todos os seus pertences e laços, fizeram sua jornada final de peregrinação ao Himalaia acompanhados por um cachorro. Yudhishthira foi o único a alcançar o pico da montanha em seu corpo mortal, pois ele não foi manchado pelo pecado ou pela mentira. Ao chegar ao topo, Indra pediu-lhe que abandonasse o cão antes de entrar no céu. Mas Yudhishthira se recusou a fazê-lo, citando a lealdade inabalável do cachorro como um motivo. Descobriu-se que o cachorro era seu protetor, Dharma. A história simboliza como o dharma o segue até o fim.
O texto relevante em uma tradução de domínio público (tradução de Kisari Mohan Ganguli) é o seguinte (17° Livro: Mahaprasthanika Parva: Seção 3):
“Yudhishthira disse, "Este cachorro, ó senhor do Passado e do Presente, é extremamente dedicado a mim. Ele deveria ir comigo. Meu coração está cheio de compaixão por ele."
Shakra responde, "Imortalidade e uma condição igual à minha, ó rei, prosperidade se estendendo em todas as direções, e grande sucesso, e todas as felicidades do Céu, tu ganhas hoje. Jogue fora este cão. Nisto haverá nenhuma crueldade."
Yudhishthira disse, "Ó ser de 1.000 olhos. Que tens um comportamento justo, é extremamente difícil para alguém que tem um comportamento justo perpetrar um ato injusto. Eu não desejo a união com prosperidade pela qual eu teria que rejeitar aquele que é dedicado a mim."
Indra responde, "Não há lugar no Céu para pessoas com cães. Além disso, as [divindades chamadas] Krodhavasas tiram todos os méritos de tais pessoas. Refletindo sobre isso, aja, ó rei Yudhishthira o justo. Abandone este cão. Não há crueldade nisso."
Yudhishthira responde, "Foi dito que o abandono de alguém que é devoto é infinitamente pecaminoso. É igual ao pecado que alguém incorre ao matar um brâmane. Portanto, ó grande Indra, eu não abandonarei este cão hoje por desejo de minha felicidade. Mesmo este meu voto constantemente perseguido, eu nunca desistirei de uma pessoa que está apavorada, nem que é devota a mim, nem que busca minha proteção, dizendo que está desamparada, nem que está aflita, nem aquele que veio a mim, nem aquele que é fraco para se proteger, nem aquele que é solícito com a vida. Nunca desistirei de tal pessoa até que minha própria vida chegue ao fim."
Indra disse, "Quaisquer presentes, sacrifícios espalhados, ou libações derramadas no fogo sagrado, serão ignorados por um cachorro, levados pelos Krodhavasas. Portanto, abandonai este cachorro. Fazendo isso, tu alçará para a região das divindades. Tendo abandonado teus irmãos e Krishna, tu, ó herói, adquiriste uma região de felicidade por teus próprios atos. Por que está tão entorpecido? tu renunciastes a tudo. Por que então não renuncia a este cão?" Yudhishthira responde, "Sabido é em todos os mundos que não há amizade nem inimizade com aqueles que estão mortos. Quando meus irmãos e Krishna morreram, não fui capaz de ressuscitá-los. Por isso que os abandonei. Eu, entretanto, não os abandonei enquanto estavam vivos. Alguém assustado em busca de proteção, o assassino de uma mulher, um que roubou os bens de um brâmane, e um que magoou um amigo, cada um desses quatro, ó Shakra, considero iguais ao abandono de quem é devoto."
Vaishampayana continuou, "Ouvindo essas palavras do rei Yudhishthira, o justo, a divindade da Justiça, muito satisfeita, disse essas palavras a ele em uma voz doce repleta de louvor.
Dharma disse, "Tu és bem nascido, ó rei dos reis, e possuidor da inteligência e da boa conduta de Pandu. Tu tens compaixão por todas as criaturas, ó Bharata, das quais este é um exemplo brilhante. Anteriormente, ó filho, tu foste uma vez examinado por mim nas florestas de Dwaita, onde teus irmãos de grande destreza encontraram [uma aparição da] morte. Desconsiderando os teus irmãos Bhima e Arjuna, tu desejaste o renascimento de Nakula do teu desejo de fazer o bem para tua (madrasta) mãe. Na ocasião presente, pensando que o cachorro é dedicado a ti, tu renunciaste ao próprio reino dos celestiais em vez de renunciar a ele. Portanto, ó rei, não há ninguém no Céu que seja igual a ti. Portanto, ó Bharata, as regiões de felicidade inesgotável são tuas. Tu as conquistaste, ó chefe dos Bharatas, e tu és uma meta celestial e elevada.

### Frederico II da Prússia
A declaração de que o cachorro é o melhor amigo do homem foi registrada pela primeira vez como sendo feita por Frederico, Rei da Prússia (1740-1786). Frederico se referiu a um de seus galgos italianos como seu melhor amigo.[carece de fontes?]

### C.S. van Winkle
A citação mais antiga nos EUA remonta a um poema de C.S. Winkle impresso no The New-York Literary Journal, Volume 4, 1821: 
The faithful dog – why should I strive
To speak his merits, while they live
In every breast, and man's best friend
Does often at his heels attend.

### George Graham Vest
Em 1870, em Warrensburg, Missouri, o advogado George Graham Vest representou um fazendeiro que estava processando por danos após seu cachorro, Old Drum, ter sido baleado e morto. Durante o julgamento, Vest afirmou que "iria ganhar o caso ou pedir desculpas a todos os cães do Missouri".

O argumento final de Vest para o júri não fez referência a nenhum dos depoimentos oferecidos durante o julgamento e, em vez disso, ofereceu uma espécie de elogio. A "Eulogy of the Dog"  de Vest é uma das passagens mais duradouras da prosa roxa na história do tribunal estadunidense (apenas uma transcrição parcial sobreviveu):
Cavalheiros do júri: O melhor amigo que um homem tem neste mundo pode se voltar contra ele e se tornar seu inimigo. Seu filho ou filha, que ele criou com amor e carinho, pode ser ingrato. Aqueles que são mais próximos e queridos por nós, aqueles em quem confiamos nossa felicidade e nosso bom nome, podem se tornar traidores de sua fé. O dinheiro que um homem tem, ele pode perder. Ele voa para longe dele, talvez quando mais precisa. A reputação de um homem pode ser sacrificada em um momento de ação imprudente. As pessoas que tendem a cair de joelhos para nos homenagear quando o sucesso está conosco podem ser as primeiras a atirar a pedra da malícia quando o fracasso pousa sua nuvem sobre nossas cabeças. O único amigo absolutamente altruísta que um homem pode ter neste mundo egoísta, aquele que nunca o abandona e aquele que nunca se mostra ingrato ou traiçoeiro é seu cachorro.
Cavalheiros do júri: O cão de um homem está ao seu lado na prosperidade e na pobreza, na saúde e na doença. Ele vai dormir no chão frio, onde os ventos invernais sopram e a neve se espalha com força, apenas para estar perto de seu mestre. Ele beijará a mão que não tem alimento para oferecer, lamberá as feridas e cicatrizes que surgem no encontro com a aspereza do mundo. Ele guarda o sono de seu mestre indigente como se ele fosse um príncipe. Quando todos os outros amigos desertam, ele permanece. Quando as riquezas ganham asas e a reputação desmorona, ele é tão constante em seu amor quanto o sol em sua jornada pelos céus.

Se a sorte impele o dono a um pária no mundo, sem amigos e sem teto, o cão fiel não pede maior privilégio do que acompanhá-lo para se proteger do perigo, para lutar contra seus inimigos, e quando a última cena de todas vier, e a morte leva o mestre em seu abraço e seu corpo é deitado no chão frio, não importa se todos os outros amigos seguem seus rumos, lá ao lado de seu túmulo o nobre cão será encontrado, com a cabeça entre as patas, os olhos tristes mas abertos em vigilância alerta, fiel e verdadeiro até a morte.
Vest ganhou o caso (o júri concedeu US$ 50 ao dono do cachorro) e também venceu a apelação para a Suprema Corte do Missouri.
Em 1958, uma estátua de Old Drum foi erguida no gramado do Tribunal do Condado de Johnson contendo um resumo do discurso de encerramento de Vest, "O melhor amigo de um homem é seu cachorro".
Além disso, um busto do cachorro reside no prédio da Suprema Corte do Missouri em Jefferson City.

### Voltaire
Muito antes, no entanto, Voltaire havia escrito em seu Dictionnaire philosophique de 1764:
CHIEN. - Il semble que a natureza ait donné le chien à l'homme pour sa defense et pour son plaisir. C'est de tous les animaux le plus fidèle: c'est le meilleur ami que puisse avoir l'homme.
Traduzido, lê-se:
CÃO. - Parece que a natureza deu o cão ao homem para sua defesa e prazer. De todos os animais, é o mais fiel: é o melhor amigo que o homem pode ter.

### Ogden Nash
Em 1941, Ogden Nash escreveu "An Introduction to Dogs", começando com:
The dog is man's best friend.
He has a tail on one end.
Up in front he has teeth.
And four legs underneath.